# Großer Preis von Ungarn 2019
Der Große Preis von Ungarn 2019 (offiziell Formula 1 Rolex Magyar Nagydíj 2019) fand am 4. August auf dem Hungaroring in Mogyoród statt und war das zwölfte Rennen der Formel-1-Weltmeisterschaft 2019.

## Bericht

### Hintergrund
Nach dem Großen Preis von Deutschland führte Lewis Hamilton in der Fahrerwertung mit 41 Punkten vor Valtteri Bottas und mit 63 Punkten vor Max Verstappen. In der Konstrukteurswertung führte Mercedes mit 148 Punkten vor Ferrari und mit 192 Punkten vor Red Bull Racing.
Beim Großen Preis von Ungarn stellte Pirelli den Fahrern die Reifenmischungen P Zero Hard (weiß, Mischung C2), P Zero Medium (gelb, C3) und P Zero Soft (rot, C4) sowie für Nässe Cinturato Intermediates (grün) und Cinturato Full-Wets (blau) zur Verfügung.
Im Vergleich zum Vorjahr gab es nur noch zwei DRS-Zonen. Die erste Zone befand sich zwischen Kurve 1 und Kurve 2, mit dem Messpunkt vor Kurve 1. Die zweite Zone befand sich entlang der Parabolika, dem Abschnitt zwischen Kurve 4 und Kurve 6, mit dem Messpunkt am Ausgang von Kurve 4.
Mit Hamilton (sechsmal), Sebastian Vettel, Daniel Ricciardo und Kimi Räikkönen (jeweils einmal) traten vier ehemalige Sieger zu diesem Grand Prix an.
Als Rennkommissare für dieses Rennwochenende fungierten Garry Connelly (AUS), Paolo Longoni (ITA), Danny Sullivan (USA) und Lajos Herczeg (HUN).

### Training
Im ersten freien Training erzielte Hamilton in 1:17,233 Minuten die schnellste Rundenzeit vor Verstappen und Vettel.
Im zweiten freien Training fuhr Pierre Gasly in 1:17,854 Minuten die schnellste Rundenzeit vor Verstappen und Hamilton.
Im dritten freien Training war Hamilton in 1:16,084 Minuten Schnellster vor Verstappen und Vettel.

### Qualifying
Das Qualifying bestand aus drei Teilen mit einer Nettolaufzeit von 45 Minuten. Im ersten Qualifying-Segment (Q1) hatten die Fahrer 18 Minuten Zeit, um sich für das Rennen zu qualifizieren. Alle Fahrer, die im ersten Abschnitt eine Zeit erzielten, die maximal 107 Prozent der schnellsten Rundenzeit betrug, qualifizierten sich für den Grand Prix. Die besten 15 Fahrer erreichten den nächsten Teil. Verstappen war Schnellster. George Russell, Sergio Pérez, Ricciardo, Lance Stroll und Robert Kubica schieden aus.
Der zweite Abschnitt (Q2) dauerte 15 Minuten. Die zehn schnellsten Piloten qualifizierten sich für den dritten Teil des Qualifyings und mussten mit den hier verwendeten Reifen das Rennen starten, alle übrigen Piloten hatten freie Reifenwahl für den Rennstart. Charles Leclerc fuhr seine Rundenzeit auf der Medium-Mischung, alle übrigen Piloten auf der Soft-Mischung. Hamilton war Schnellster. Nico Hülkenberg, die Toro Rosso-Piloten, Antonio Giovinazzi und Kevin Magnussen schieden aus.
Der finale Abschnitt (Q3) ging über eine Zeit von zwölf Minuten, in denen die ersten zehn Startpositionen vergeben wurden. Verstappen fuhr mit einer Rundenzeit von 1:14,572 Minuten die Bestzeit vor Bottas und Hamilton. Es war die erste Pole-Position für Verstappen in der Formel-1-Weltmeisterschaft.

### Rennen
Beim Start blieb Verstappen in Führung, während Bottas von Hamilton und Leclerc überholt wurde. Beim Überholmanöver von Leclerc beschädigte sich Bottas den Frontflügel. In der nachfolgenden Runde wurde Bottas ebenfalls von Vettel überholt, bevor er in der 5. Runde zur Reparatur des Frontflügels zum Boxenstopp kam.
Verstappen führte den Grand Prix an, vor Hamilton, der dem Ferrari-Duo mit mehreren Sekunden Vorsprung enteilt war. Dann folgten die beiden McLaren, Räikkönen, Gasly und Romain Grosjean. Bottas, der auf den letzten Platz zurückgefallen war, startete seine Aufholjagd, welche ihn in Runde 18 auf den 15. Platz brachte. In derselben Runde kam es zu einem Duell zwischen den beiden Toro Rosso, das in der vierten Kurve endete, in dem Daniil Kwiat Alexander Albon überholte.
In Runde 25 kam Verstappen zum Boxenstopp. Hamilton kam sechs Runden später zum Boxenstopp. Nachdem Hamilton innerhalb weniger Runden den Rückstand zu Verstappen reduzieren konnte kämpften Verstappen und Hamilton um die Führung. Da Hamilton Verstappen auf der Strecke nicht überholen konnte, fuhr Hamilton in der 48. Runde zum Boxenstopp um auf die Medium-Mischung zu wechseln. In der 67. Runde überholte Hamilton Verstappen in Kurve 1, womit er sich die Führung sichern konnte. Eine Runde später überholte Vettel Leclerc und rückte auf den dritten Platz vor.
Hamilton gewann das Rennen vor Verstappen und Vettel. Es war der achte Saisonsieg für Hamilton in der Formel-1-Weltmeisterschaft 2019 und der 81. Sieg seiner Karriere. Die restlichen Punkteplatzierungen belegten Leclerc, Carlos Sainz jr., Gasly, Räikkönen, Bottas, Norris und Alexander Albon. Da Verstappen die schnellste Rennrunde fuhr und das Rennen unter den ersten Zehn beendete, erhielt er einen zusätzlichen Punkt.
In der Fahrer- und Konstrukteurswertung blieben die ersten drei Positionen unverändert.

## Meldeliste
| Team                             | Nr. | Fahrer             | Chassis                       | Motor                         | Reifen |
| -------------------------------- | --- | ------------------ | ----------------------------- | ----------------------------- | ------ |
| Mercedes-AMG Petronas Motorsport | 44  | Lewis Hamilton     | Mercedes-AMG F1 W10 EQ Power+ | Mercedes-AMG F1 M10 EQ Power+ | P      |
| Mercedes-AMG Petronas Motorsport | 77  | Valtteri Bottas    | Mercedes-AMG F1 W10 EQ Power+ | Mercedes-AMG F1 M10 EQ Power+ | P      |
| Scuderia Ferrari                 | 05  | Sebastian Vettel   | Ferrari SF90                  | Ferrari 064                   | P      |
| Scuderia Ferrari                 | 16  | Charles Leclerc    | Ferrari SF90                  | Ferrari 064                   | P      |
| Aston Martin Red Bull Racing     | 33  | Max Verstappen     | Red Bull Racing RB15          | Honda RA619H                  | P      |
| Aston Martin Red Bull Racing     | 10  | Pierre Gasly       | Red Bull Racing RB15          | Honda RA619H                  | P      |
| Renault F1 Team                  | 03  | Daniel Ricciardo   | Renault R.S.19                | Renault E-Tech 19             | P      |
| Renault F1 Team                  | 27  | Nico Hülkenberg    | Renault R.S.19                | Renault E-Tech 19             | P      |
| Rich Energy Haas F1 Team         | 08  | Romain Grosjean    | Haas VF-19                    | Ferrari 064                   | P      |
| Rich Energy Haas F1 Team         | 20  | Kevin Magnussen    | Haas VF-19                    | Ferrari 064                   | P      |
| McLaren F1 Team                  | 55  | Carlos Sainz jr.   | McLaren MCL34                 | Renault E-Tech 19             | P      |
| McLaren F1 Team                  | 04  | Lando Norris       | McLaren MCL34                 | Renault E-Tech 19             | P      |
| SportPesa Racing Point F1 Team   | 11  | Sergio Pérez       | Racing Point RP19             | BWT Mercedes                  | P      |
| SportPesa Racing Point F1 Team   | 18  | Lance Stroll       | Racing Point RP19             | BWT Mercedes                  | P      |
| Alfa Romeo Racing                | 07  | Kimi Räikkönen     | Alfa Romeo Racing C38         | Ferrari 064                   | P      |
| Alfa Romeo Racing                | 99  | Antonio Giovinazzi | Alfa Romeo Racing C38         | Ferrari 064                   | P      |
| Red Bull Toro Rosso Honda        | 26  | Daniil Kwjat       | Scuderia Toro Rosso STR14     | Honda RA619H                  | P      |
| Red Bull Toro Rosso Honda        | 23  | Alexander Albon    | Scuderia Toro Rosso STR14     | Honda RA619H                  | P      |
| ROKiT Williams Racing            | 63  | George Russell     | Williams FW42                 | Mercedes-AMG F1 M10 EQ Power+ | P      |
| ROKiT Williams Racing            | 88  | Robert Kubica      | Williams FW42                 | Mercedes-AMG F1 M10 EQ Power+ | P      |

## Klassifikationen

### Qualifying
| Pos.                                                                      | Fahrer             | Konstrukteur              | Q1       | Q2       | Q3       | Start |
| ------------------------------------------------------------------------- | ------------------ | ------------------------- | -------- | -------- | -------- | ----- |
| 01                                                                        | Max Verstappen     | Red Bull Racing-Honda     | 1:15,817 | 1:15,573 | 1:14,572 | 01    |
| 02                                                                        | Valtteri Bottas    | Mercedes                  | 1:16,078 | 1:15,669 | 1:14,590 | 02    |
| 03                                                                        | Lewis Hamilton     | Mercedes                  | 1:16,068 | 1:15,548 | 1:14,769 | 03    |
| 04                                                                        | Charles Leclerc    | Ferrari                   | 1:16,337 | 1:15,792 | 1:15,043 | 04    |
| 05                                                                        | Sebastian Vettel   | Ferrari                   | 1:16,452 | 1:15,885 | 1:15,071 | 05    |
| 06                                                                        | Pierre Gasly       | Red Bull Racing-Honda     | 1:16,716 | 1:16,393 | 1:15,450 | 06    |
| 07                                                                        | Lando Norris       | McLaren-Renault           | 1:16,697 | 1:16,060 | 1:15,800 | 07    |
| 08                                                                        | Carlos Sainz jr.   | McLaren-Renault           | 1:16,493 | 1:16,308 | 1:15,852 | 08    |
| 09                                                                        | Romain Grosjean    | Haas-Ferrari              | 1:16,978 | 1:16,319 | 1:16,013 | 09    |
| 10                                                                        | Kimi Räikkönen     | Alfa Romeo Racing-Ferrari | 1:16,506 | 1:16,518 | 1:16,041 | 10    |
| 11                                                                        | Nico Hülkenberg    | Renault                   | 1:16,790 | 1:16,565 | –        | 11    |
| 12                                                                        | Alexander Albon    | Scuderia Toro Rosso-Honda | 1:16,912 | 1:16,687 | –        | 12    |
| 13                                                                        | Daniil Kwjat       | Scuderia Toro Rosso-Honda | 1:16,750 | 1:16,692 | –        | 13    |
| 14                                                                        | Antonio Giovinazzi | Alfa Romeo Racing-Ferrari | 1:16,894 | 1:16,804 | –        | 17    |
| 15                                                                        | Kevin Magnussen    | Haas-Ferrari              | 1:16,122 | 1:17,081 | –        | 14    |
| 16                                                                        | George Russell     | Williams-Mercedes         | 1:17,031 | –        | –        | 15    |
| 17                                                                        | Sergio Pérez       | Racing Point-BWT Mercedes | 1:17,109 | –        | –        | 16    |
| 18                                                                        | Daniel Ricciardo   | Renault                   | 1:17,257 | –        | –        | 20    |
| 19                                                                        | Lance Stroll       | Racing Point-BWT Mercedes | 1:17,542 | –        | –        | 18    |
| 20                                                                        | Robert Kubica      | Williams-Mercedes         | 1:18,324 | –        | –        | 19    |
| 107-Prozent-Zeit: 1:21,124 min (bezogen auf Q1-Bestzeit von 1:15,817 min) |                    |                           |          |          |          |       |

Anmerkungen
1. ↑  Giovinazzi wurde um drei Startplätze nach hinten versetzt, da er Stroll behindert hatte.
2. ↑  Ricciardo wurde wegen eines Wechsels der Power Unit ans Ende der Startaufstellung versetzt.

### Rennen
| Pos. | Fahrer             | Konstrukteur              | Runden | Stopps | Zeit        | Start | Schnellste Rennrunde |
| ---- | ------------------ | ------------------------- | ------ | ------ | ----------- | ----- | -------------------- |
| 01   | Lewis Hamilton     | Mercedes                  | 70     | 2      | 1:35:03,796 | 03    | 1:18,528 (60.)       |
| 02   | Max Verstappen     | Red Bull Racing-Honda     | 70     | 2      | + 17,796    | 01    | 1:17,103 (69.)       |
| 03   | Sebastian Vettel   | Ferrari                   | 70     | 1      | + 1:01,433  | 05    | 1:19,786 (65.)       |
| 04   | Charles Leclerc    | Ferrari                   | 70     | 1      | + 1:05,250  | 04    | 1:20,493 (49.)       |
| 05   | Carlos Sainz jr.   | McLaren-Renault           | 69     | 1      | + 1 Runde   | 08    | 1:21,002 (66.)       |
| 06   | Pierre Gasly       | Red Bull Racing-Honda     | 69     | 1      | + 1 Runde   | 06    | 1:21,045 (65.)       |
| 07   | Kimi Räikkönen     | Alfa Romeo Racing-Ferrari | 69     | 1      | + 1 Runde   | 10    | 1:20,880 (65.)       |
| 08   | Valtteri Bottas    | Mercedes                  | 69     | 2      | + 1 Runde   | 02    | 1:19,331 (59.)       |
| 09   | Lando Norris       | McLaren-Renault           | 69     | 1      | + 1 Runde   | 07    | 1:21,188 (65.)       |
| 10   | Alexander Albon    | Scuderia Toro Rosso-Honda | 69     | 1      | + 1 Runde   | 12    | 1:20,621 (65.)       |
| 11   | Sergio Pérez       | Racing Point-BWT Mercedes | 69     | 1      | + 1 Runde   | 16    | 1:21,734 (47.)       |
| 12   | Nico Hülkenberg    | Renault                   | 69     | 1      | + 1 Runde   | 11    | 1:21,650 (59.)       |
| 13   | Kevin Magnussen    | Haas-Ferrari              | 69     | 1      | + 1 Runde   | 14    | 1:21,008 (67.)       |
| 14   | Daniel Ricciardo   | Renault                   | 69     | 1      | + 1 Runde   | 20    | 1:20,839 (49.)       |
| 15   | Daniil Kwjat       | Scuderia Toro Rosso-Honda | 68     | 1      | + 1 Runde   | 13    | 1:21,932 (55.)       |
| 16   | George Russell     | Williams-Mercedes         | 68     | 1      | + 2 Runden  | 15    | 1:22,386 (66.)       |
| 17   | Lance Stroll       | Racing Point-BWT Mercedes | 68     | 1      | + 2 Runden  | 18    | 1:20,603 (52.)       |
| 18   | Antonio Giovinazzi | Alfa Romeo Racing-Ferrari | 68     | 1      | + 2 Runden  | 17    | 1:23,134 (64.)       |
| 19   | Robert Kubica      | Williams-Mercedes         | 67     | 1      | + 3 Runden  | 19    | 1:23,436 (42.)       |
| –    | Romain Grosjean    | Haas-Ferrari              | 49     | 1      | DNF         | 09    | 1:22,809 (46.)       |

## WM-Stände nach dem Rennen
Die ersten zehn des Rennens bekamen 25, 18, 15, 12, 10, 8, 6, 4, 2 bzw. 1 Punkt(e). Zusätzlich gab es einen Punkt für die schnellste Rennrunde, da der Fahrer unter den ersten zehn landete.

### Fahrerwertung
| Pos. | Fahrer           | Konstrukteur              | Punkte |
| ---- | ---------------- | ------------------------- | ------ |
| 01   | Lewis Hamilton   | Mercedes                  | 250    |
| 02   | Valtteri Bottas  | Mercedes                  | 188    |
| 03   | Max Verstappen   | Red Bull Racing-Honda     | 181    |
| 04   | Sebastian Vettel | Ferrari                   | 156    |
| 05   | Charles Leclerc  | Ferrari                   | 132    |
| 06   | Pierre Gasly     | Red Bull Racing-Honda     | 63     |
| 07   | Carlos Sainz jr. | McLaren-Renault           | 58     |
| 08   | Kimi Räikkönen   | Alfa Romeo Racing-Ferrari | 31     |
| 09   | Daniil Kwjat     | Scuderia Toro Rosso-Honda | 27     |
| 10   | Lando Norris     | McLaren-Renault           | 24     |

| Pos. | Fahrer             | Konstrukteur              | Punkte |
| ---- | ------------------ | ------------------------- | ------ |
| 11   | Daniel Ricciardo   | Renault                   | 22     |
| 12   | Lance Stroll       | Racing Point-BWT Mercedes | 18     |
| 13   | Kevin Magnussen    | Haas-Ferrari              | 18     |
| 14   | Nico Hülkenberg    | Renault                   | 17     |
| 15   | Alexander Albon    | Scuderia Toro Rosso-Honda | 16     |
| 16   | Sergio Pérez       | Racing Point-BWT Mercedes | 13     |
| 17   | Romain Grosjean    | Haas-Ferrari              | 8      |
| 18   | Antonio Giovinazzi | Alfa Romeo Racing-Ferrari | 1      |
| 19   | Robert Kubica      | Williams-Mercedes         | 1      |
| 20   | George Russell     | Williams-Mercedes         | 0      |

### Konstrukteurswertung
| Pos. | Konstrukteur              | Punkte |
| ---- | ------------------------- | ------ |
| 1    | Mercedes                  | 438    |
| 2    | Ferrari                   | 288    |
| 3    | Red Bull Racing-Honda     | 244    |
| 4    | McLaren-Renault           | 82     |
| 5    | Scuderia Toro Rosso-Honda | 43     |

| Pos. | Konstrukteur              | Punkte |
| ---- | ------------------------- | ------ |
| 06   | Renault                   | 39     |
| 07   | Alfa Romeo Racing-Ferrari | 32     |
| 08   | Racing Point-BWT Mercedes | 31     |
| 09   | Haas-Ferrari              | 26     |
| 10   | Williams-Mercedes         | 1      |